# Post Danmark

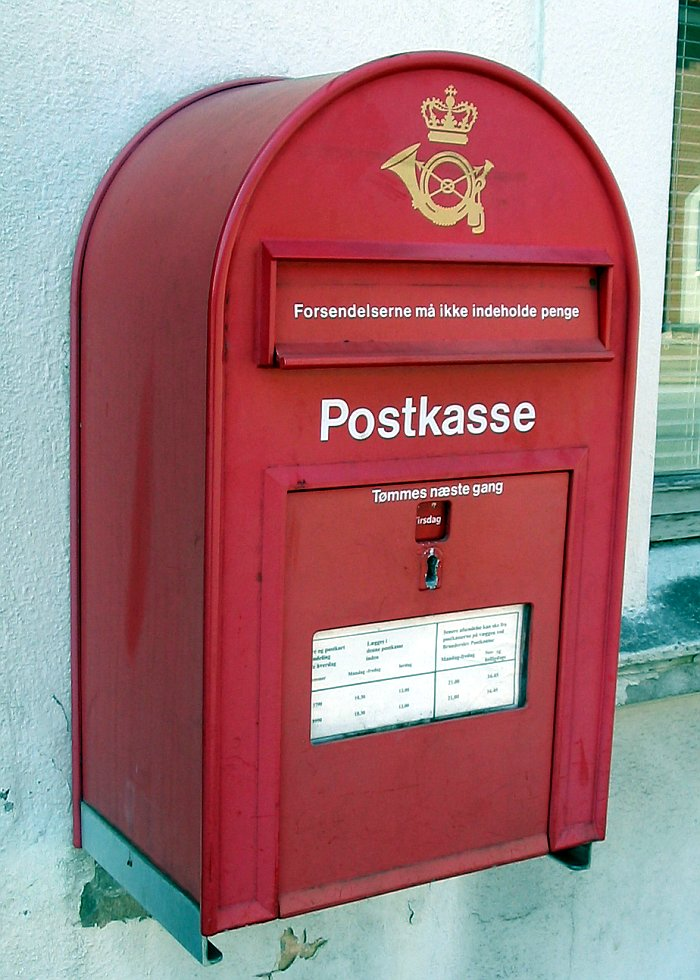
En postlåda från Post Danmark

Post Danmark A/S är den största postoperatören i Danmark. Post Danmark hade år 2007 mer än 21 000 anställda. Fram till 2009 ägdes företaget direkt av danska staten, men idag ingår det tillsammans med svenska Posten i den svensk-danska koncernen Postnord. Postnord ägs till 60 procent av den svenska staten och till resterande 40 procent av den danska staten.